# Dongjin Shuiku
Dongjin Shuiku är en reservoar i Kina. Den ligger i provinsen Jiangxi, i den sydöstra delen av landet, omkring 160 kilometer väster om provinshuvudstaden Nanchang. I omgivningarna runt Dongjin Shuiku växer i huvudsak blandskog.
Genomsnittlig årsnederbörd är 2 289 millimeter. Den regnigaste månaden är maj, med i genomsnitt 385 mm nederbörd, och den torraste är oktober, med 57 mm nederbörd.